# Lincoln (azienda)
Lincoln è la divisione di lusso del costruttore di automobili Ford. È stata fondata da Henry M. Leland nel 1917 e acquistata dalla Ford nel 1922. Venne così denominata per onorare la memoria del presidente statunitense Abraham Lincoln.

## Storia
La Lincoln fu fondata nell'agosto 1917 da Henry M. Leland, uno dei fondatori della Cadillac. Leland lasciò la Cadillac, ormai parte della General Motors, durante la prima guerra mondiale e insieme al figlio Wilfred fondò la Lincoln Motor Company, che all'inizio fabbricava motori aeronautici Liberty. Dopo la guerra, gli stabilimenti della Lincoln furono convertiti alla produzione di automobili di lusso.

### Acquisto dalla Ford
L'azienda si trovò in grandi difficoltà economiche dopo la conversione della produzione e, dopo avere prodotto solo 150 auto, il 4 febbraio 1922 fu dichiarata in bancarotta e venduta alla Ford Motor Company per $8,000,000, parte dei quali fu utilizzata per saldare i debiti. L'acquisto della Lincoln fu un successo personale per Henry Ford, che era stato precedentemente allontanato dalla Detroit Automobile Company da un gruppo di investitori guidati proprio da Leland. Quest'ultima società, chiamata Cadillac a partire dal 1902 e acquistata nel 1909 dalla General Motors, sarebbe poi diventata il principale rivale della Lincoln. Dopo l'acquisto da parte della Ford, una diminuzione dei prezzi e modifiche estetiche fecero aumentare le vendite della Lincoln fino a 5512 unità fra marzo e dicembre 1922. Fu così che la Lincoln divenne uno dei marchi di lusso di maggior successo degli Stati Uniti, insieme a Cadillac  e Packard.
Nel 1923 furono introdotti nuovi tipi di carrozzeria, fra cui quelle di tipo phaeton e berlina a quattro porte. L'offerta comprendeva anche roadster a due posti, berline a sette posti e limousine; queste ultime avevano prezzi a partire da 5200$.

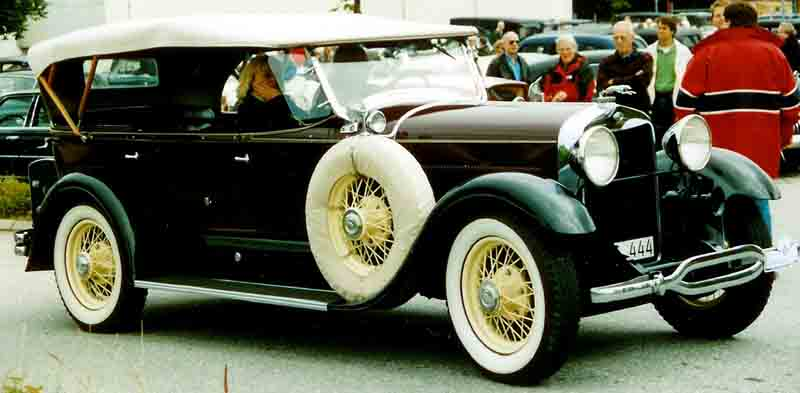
Lincoln Model L (1929)

Nel 1924 la Lincoln iniziò a produrre modelli speciali utilizzati dai dipartimenti di polizia americani. Queste auto, conosciute come Police Flyers, erano equipaggiate con rastrelliere, vetri antiproiettile spessi 2.2 centimetri e tergicristalli elettrici sul lato del guidatore.
Nel 1927 fu adottato come logo il levriere, poi sostituito dal diamante utilizzato ancora oggi.
Tra il 1932 e il 1933 furono introdotti nella gamma Lincoln due nuovi motori V12, poi unificati nel "tipo K" che rimase in produzione fino alla metà degli anni '40. Il Lincoln "K" V12 era un motore della cilindrata di 6791 cm³ da 150 cv a 3400 giri.
Nello stesso periodo Eugene T. Gregorie iniziò a progettare, nello studio di design creato da Edsel Ford, quella che sarebbe poi diventata la Continental, il modello più conosciuto e importante della Lincoln. Inizialmente il progetto era di un esemplare unico da fabbricare per lo stesso Edsel Ford, che voleva un'auto dallo stile europeo da utilizzare durante le vacanze in Florida, ma poi si decise di produrre la Continental in serie, a partire dal 1939.

### Lincoln Zephyr
La sportiva Zephyr, disegnata da Eugene Gregorie, fu introdotta nel 1936, equipaggiata con un motore V12 da 4.4 litri, ed ebbe un tale successo da diventare quasi un marchio a sé stante. Nel suo primo anno di commercializzazione, infatti, le vendite della Lincoln aumentarono del 900%.

### Continental

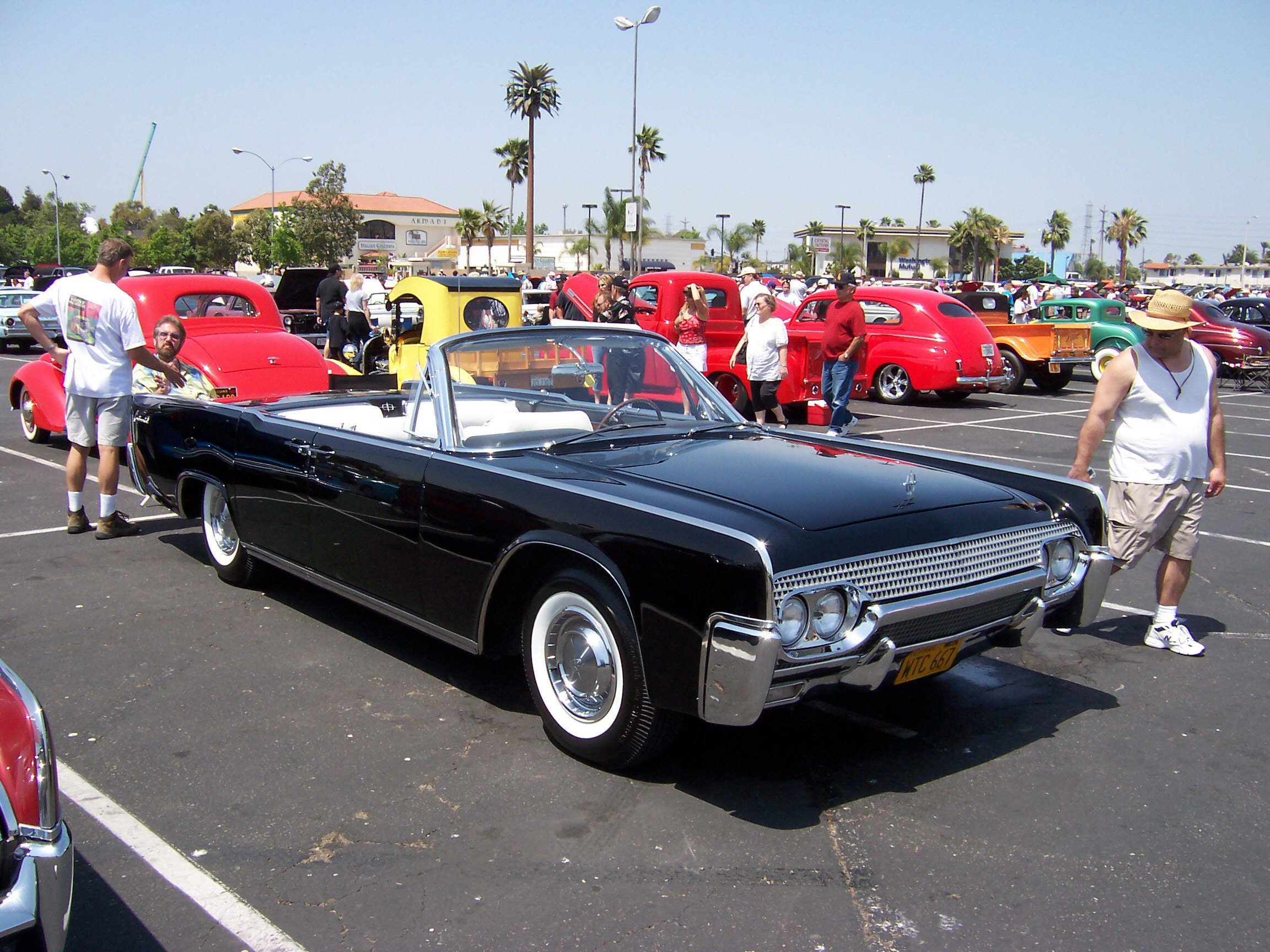
Lincoln Continental Convertible (1961)

La Continental, inizialmente basata sulla Zephyr, è stata il modello più importante commercializzato dalla Lincoln: quando la produzione della prima serie terminò, nel 1948, ne erano state costruite 5322, interamente a mano. L'elemento distintivo di questo modello è il rilievo dato dalla ruota di scorta montata esternamente sulla coda dell'auto: ancora oggi questa caratteristica viene definita "Kit Continental".

### Continental Mark II
Il nome Continental ritornò come una divisione a sé stante nell'aprile 1955, con l'arrivo della Continental Mark II, poi venduta come una Lincoln a partire dall'estate 1956. La Mark II aveva un prezzo base di 10000$, lo stesso di una Rolls-Royce di quel periodo.
Nel gennaio 1958 la Lincoln venne unita dalla Ford con i marchi Edsel e Mercury, formando la divisione Mercury-Edsel-Lincoln, poi diventata Lincoln-Mercury nel 1960, con la chiusura della Edsel.

### Town Car

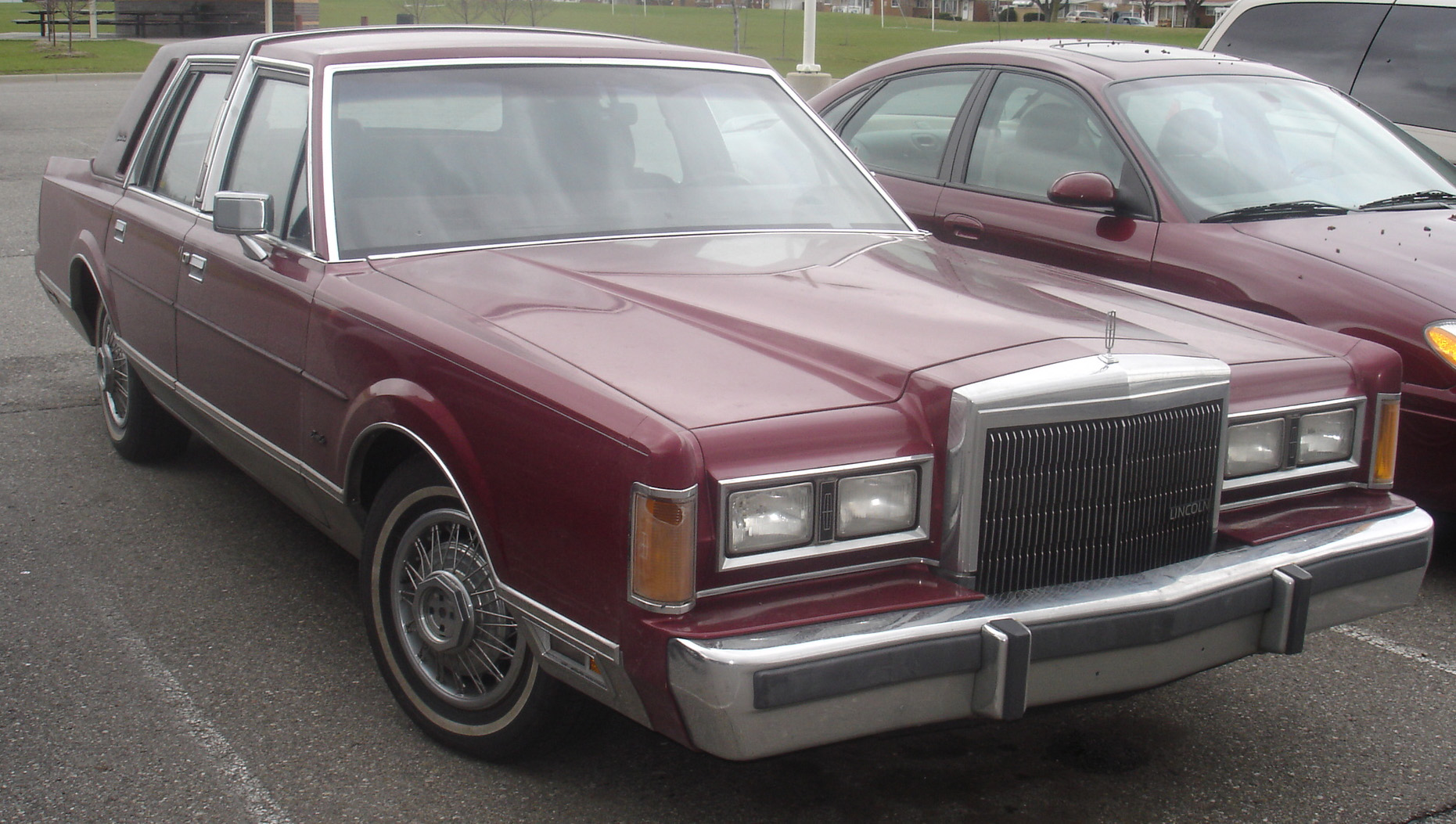
Lincoln Town Car (1989)

La Continental rimase il modello simbolo della Lincoln fino al 1981, quando questo ruolo fu occupato dalla Town Car, diventata un modello a parte dopo essere stata fino a quel momento l'allestimento più ricco della stessa Continental.

### Navigator
Nel 1998 la Lincoln tornò ad essere il marchio di lusso più venduto negli Stati Uniti, grazie al notevole successo ottenuto dal SUV Navigator e dalle versioni rinnovate di Town Car e Continental.

### Presente

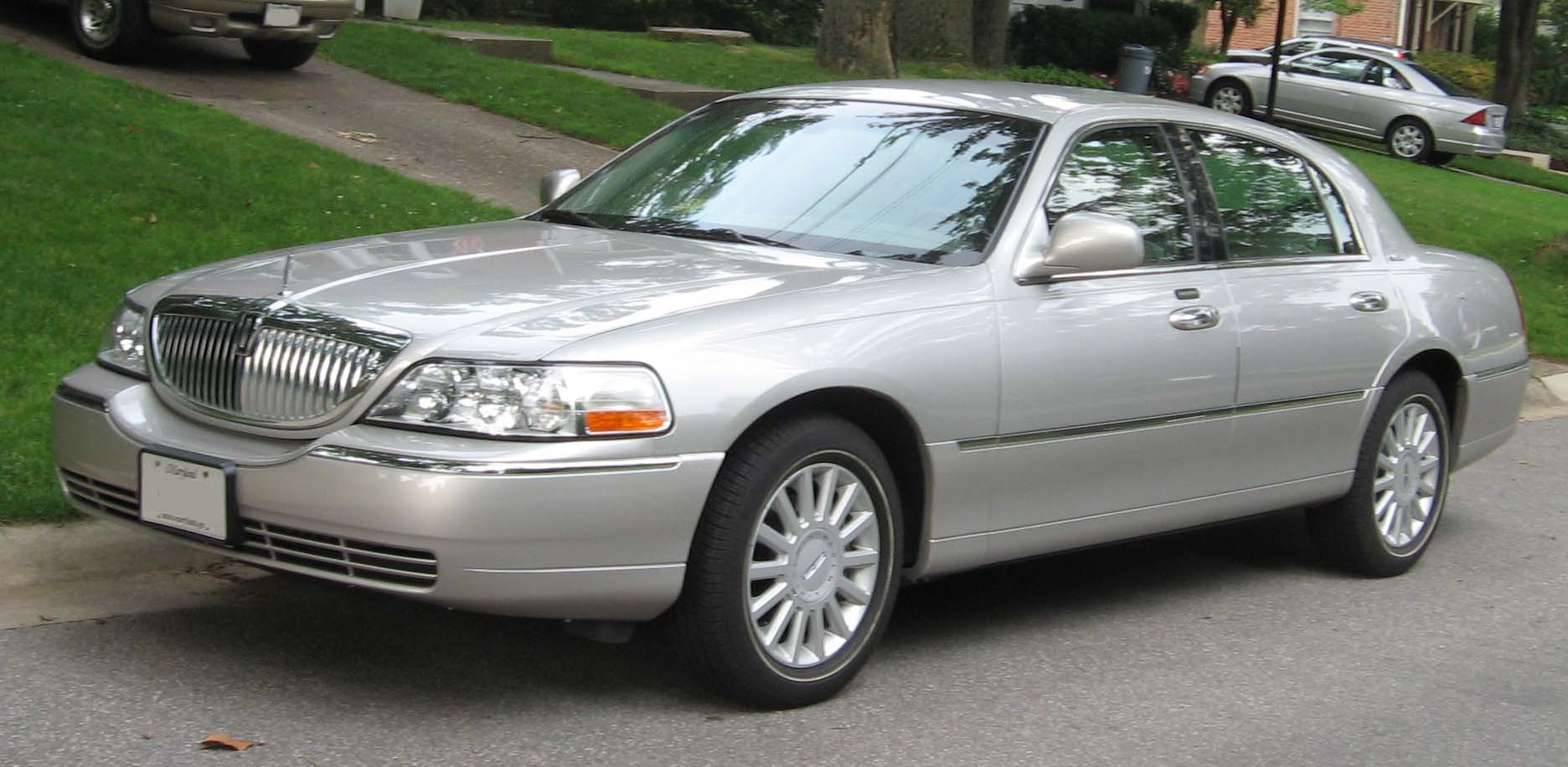
Lincoln Town Car (2003)

Fra il 1998 e il 2002 la Lincoln ha fatto parte del Premier Automotive Group, in cui la Ford aveva riunito i suoi marchi di maggior prestigio, ma ne è poi stata separata, seguendo la nuova strategia aziendale di differenziare i marchi statunitensi e quelli di importazione. Successivamente la Lincoln si è trovata in difficoltà a causa della mancanza di nuovi modelli, perdendo terreno rispetto ai concorrenti americani e giapponesi come Cadillac e Lexus. La Ford, comunque sta cercando di rimediare: grazie alla condivisione dei pianali con altri modelli del gruppo, la Lincoln sta rinnovando la propria gamma con nuovi Suv come Aviator e Lincoln Corsair, che stanno riscuotendo successo.
Dal 2021, a causa della crisi di vendita delle berline, non saranno più in vendita la Lincoln MKZ e la Lincoln Continental, quindi la gamma Lincoln sarà composta solo da Crossover e SUV.
I modelli della Lincoln sono ufficialmente disponibili in Stati Uniti, Canada, Messico, Porto Rico, Isole Vergini, Guam, Samoa Americane, Isole Marianne, Cina, Corea del Sud e Medio Oriente.

## Modelli

### Modelli storici
- Lincoln L-Series (1921–1930)
- Lincoln K-Series (1931–1939)
- Lincoln-Zephyr (1936–1942)

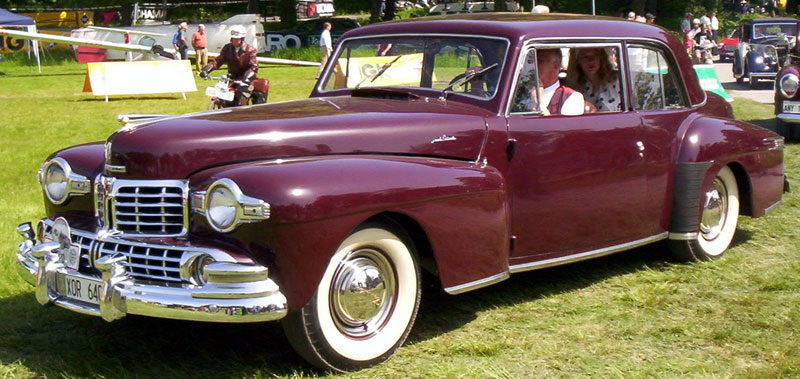
Lincoln Continental Coupé (1948)

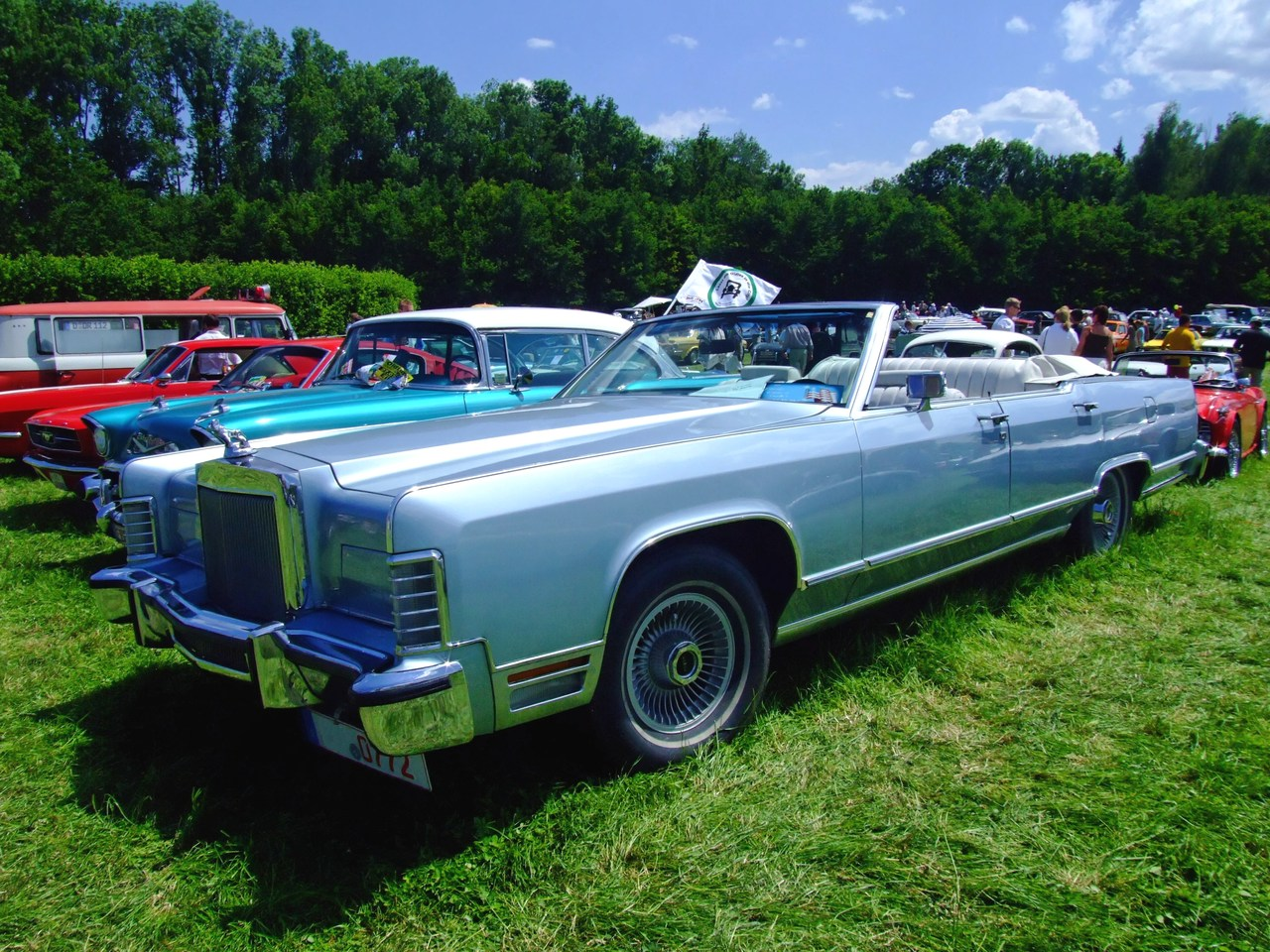
Lincoln Continental Town Car Convertible (1978)

- Lincoln-Zephyr Continental (1940–1942), poi Lincoln Continental
- Lincoln Custom (1941–1942)
- Lincoln H-Series[3] (1946-1948)
- Lincoln EL-Series (1949–1951)
- Lincoln Cosmopolitan (1949–1954)
- Lincoln Lido (1950–1951)
- Lincoln Custom (1955)
- Lincoln Capri (1952–1959)
- Lincoln Premiere (1956–1960)
- Lincoln Versailles (1977–1980)

### Modelli recenti

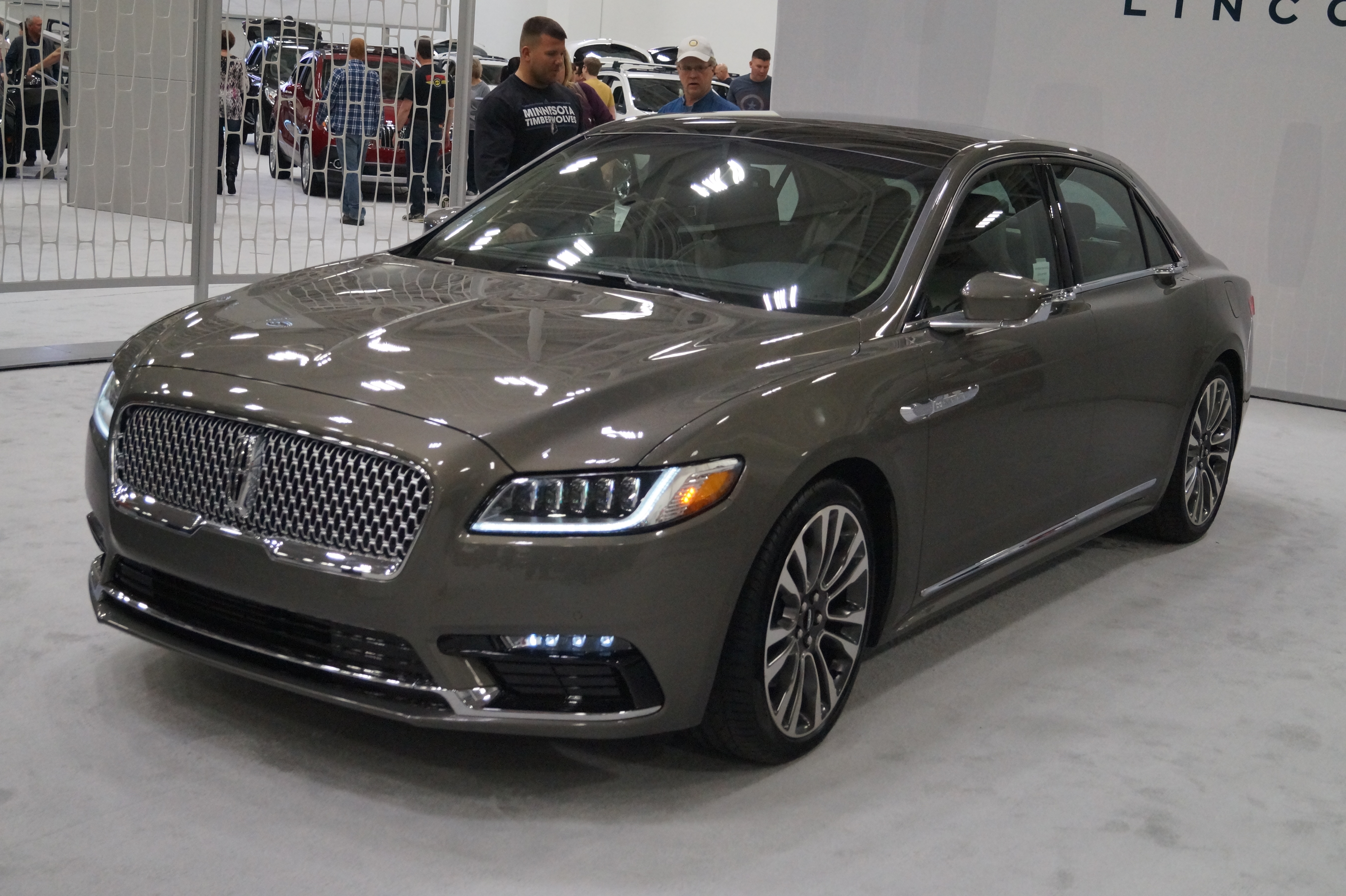
Lincoln Continental del 2017

- Lincoln LS (2000–2006)
- Lincoln Aviator (2002–2005)
- Lincoln Blackwood (2002)
- Lincoln Mark Series (1956–1998)
- Lincoln Town Car (1981—2011)
- Lincoln Mark LT (2006—2014)
- Lincoln MKC (2015-2019)
- Lincoln MKS (2009-2016)
- Lincoln MKT (2010-2019)
- Lincoln MKX (2007-2018)
- Lincoln MKZ (2006-2020)
- Lincoln Navigator (1997-)
- Lincoln Continental (1961-2020)
- Lincoln Nautilus (2019-)
- Lincoln Corsair (2020-)
- Lincoln Aviator (2020) (2020-)

### Prototipi
- Lincoln Continental 1950-X (1952)
- Lincoln Anniversary (1953)
- Lincoln Maharaja (1953)
- Lincoln XL-500 (1953)
- Lincoln Mardi Gras (1954)
- Lincoln Premiere (1955)
- Lincoln Futura (1955)
- Lincoln Indianapolis (1955)

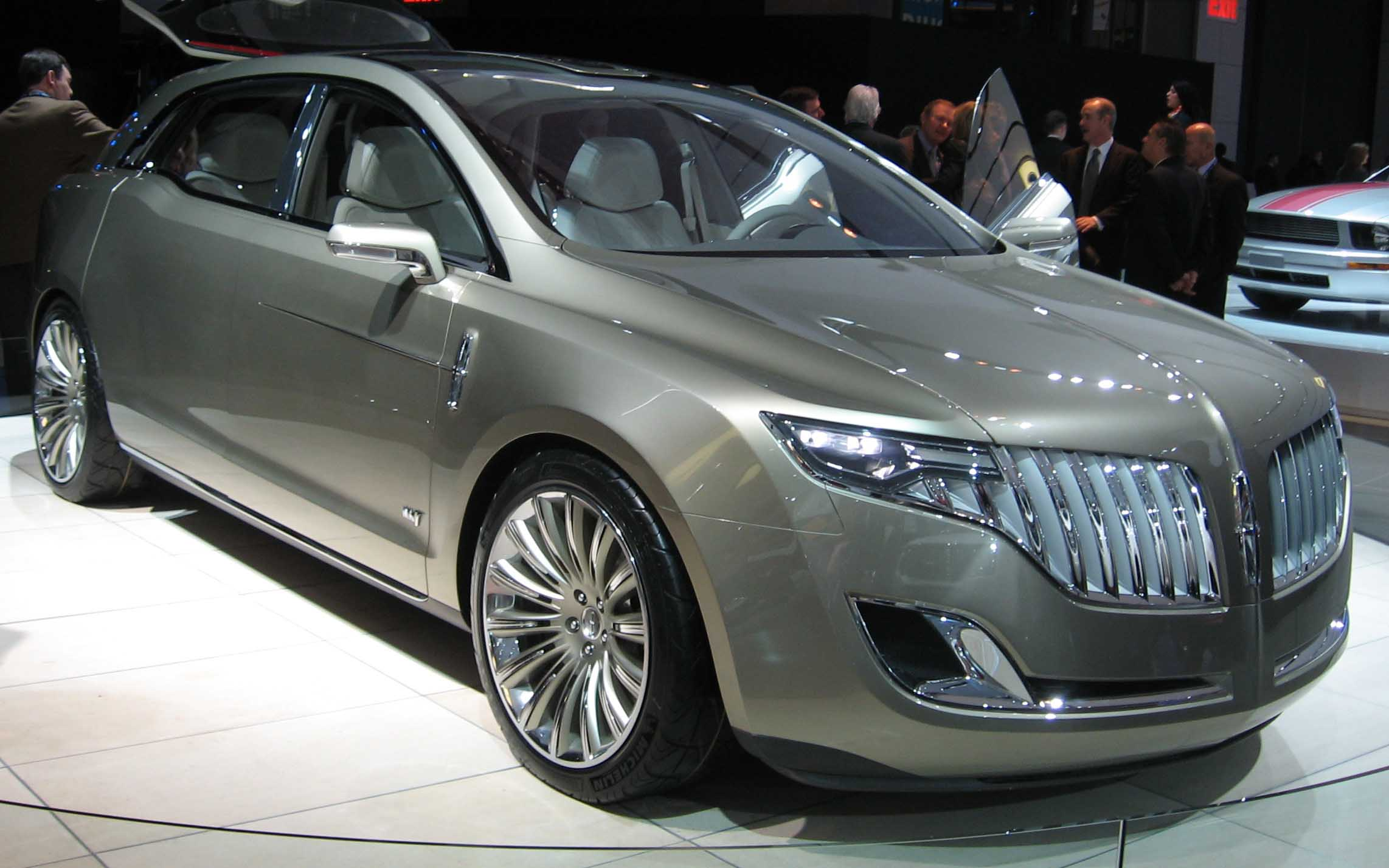
Lincoln MKT

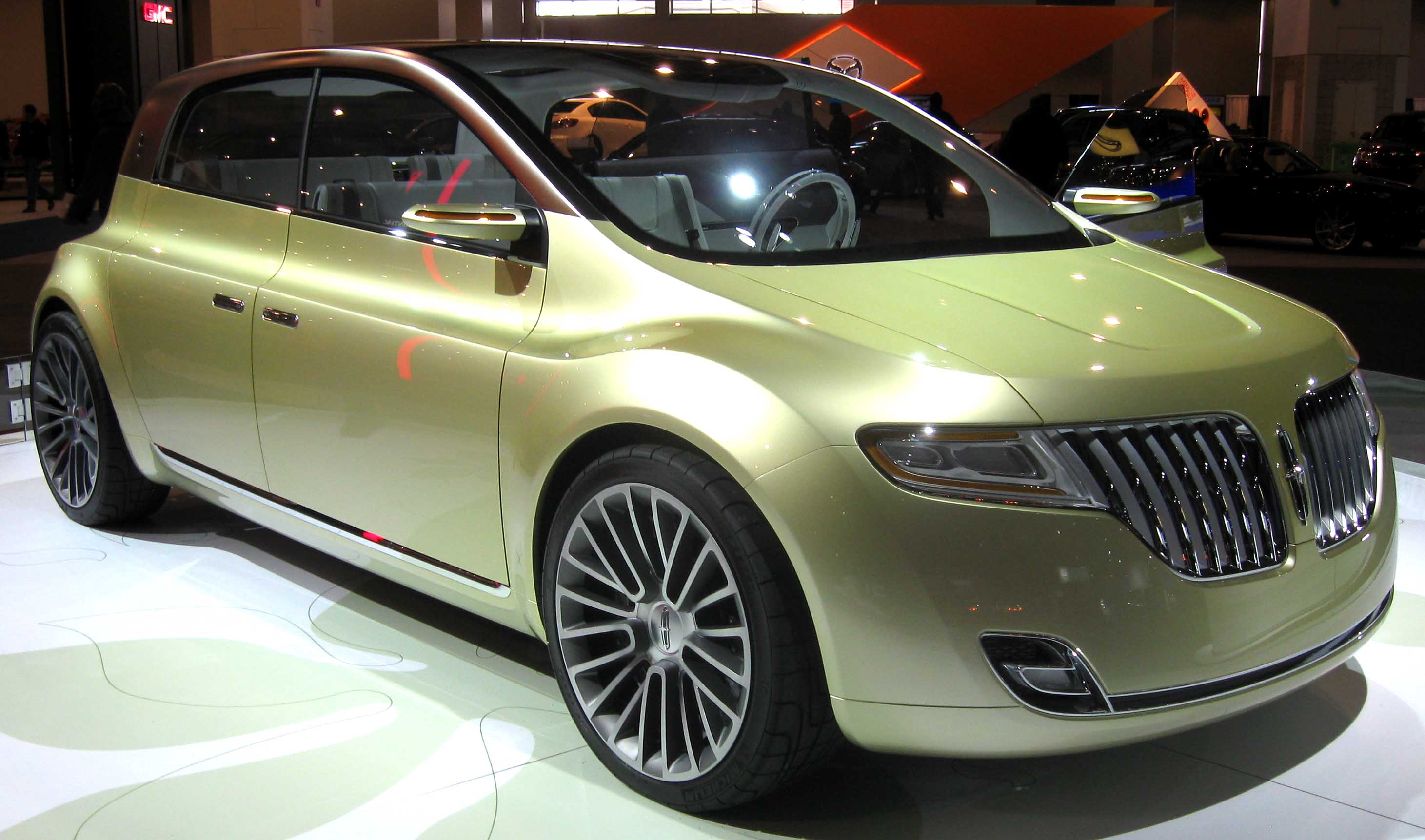
Lincoln C

- Lincoln Continental Town Sedan (1965, 1969)
- Lincoln Coronation Coupe (1966)
- Lincoln Coronation II (1967)
- Lincoln Mark III Dual Cowl Phaeton (1970)
- Lincoln Continental Concept 90 (1982)
- Lincoln Continental Concept (1983)
- Lincoln Quicksilver (1985-1986)
- Lincoln Continental Next Generation Mark (1986-1987)
- Lincoln Vignale (1987)
- Lincoln Machete (1988)
- Lincoln Marque X (1992)
- Lincoln L2K (1995)
- Lincoln Sentinel (1996)
- Lincoln Special LS (1999)
- Lincoln Mark 9 (2001)
- Lincoln Continental Concept (2002)
- Lincoln Navicross (2003)
- Lincoln Aviator concept (2004)
- Lincoln Mark LT concept (2004)
- Lincoln MK9 concept (2004)
- Lincoln Mark X concept (2004)
- Lincoln MKS concept (2006)
- Lincoln MKR concept (2007)
- Lincoln MKT concept (2008)
- Lincoln C concept (2009)